# Salam Fayyad
Salam Fayyad (Arabisch: سلام فياض) (Deir al-Ghusoun, 2 april 1952) is een Palestijns econoom en politicus. Hij is oprichter van de Derde Weg Partij, een kleine Palestijnse centrumpartij. Van medio 2007 tot april 2013 was hij premier van de Palestijnse Autoriteit respectievelijk Palestina.

## Levensloop
Fayyad werd opgeleid als econoom aan de Universiteit van Texas in Austin en promoveerde aldaar. Na zijn promotie ging hij doceren aan de Jarmuk-universiteit in Jordanië. Ook behaalde hij een ingenieursgraad aan de Amerikaanse Universiteit van Beiroet. Hij keerde terug naar de Universiteit van Texas in Austin om er financieel onderzoek te doen, deed hetzelfde bij de federale bank van Saint Louis (Missouri) en werkte vervolgens van 1987 tot 1995 bij het Internationaal Monetair Fonds in Washington D.C..
In 1995 werd hij vertegenwoordiger van het Internationaal Monetair Fonds voor de Palestijnse Gebieden met als standplaats Jeruzalem. Daarna kreeg hij een leidinggevende functie bij de Arabische Bank voor de regio van de Westelijke Jordaanoever. In november 2003 werd Fayyad benoemd tot minister van Financiën van de Palestijnse Autoriteit. In deze politieke functie voerde hij financiële hervormingen door (zoals het opstellen van een jaarlijkse begroting) en pakte hij de welig tierende corruptie aan, waarvoor hij internationale erkenning verwierf. In 2005 legde hij zijn ministerschap neer.
Het jaar daarop deed hij als kandidaat van de Palestijnse Derde Weg Partij (door hemzelf opgericht, tevens is hij hiervan de partijleider) mee aan de Palestijnse parlementsverkiezingen van 25 januari 2006. Fayyad kwam samen met medekandidaat Hanan Ashrawi in de Palestijnse Wetgevende Raad terecht. Hem werd door zowel Fatah als Hamas het premierschap aangeboden maar hij stelde daarbij de voor Hamas onaanvaardbare eis dat deze de staat Israël zou erkennen. Hierdoor ging toen het Palestijnse premierschap aan hem voorbij. Op 18 maart 2007 werd hij wel opnieuw tot minister van Financiën benoemd.

## Strijd met Hamas in de Gazastrook
Wegens de hevige machtsstrijd die halverwege juni 2007 tussen Hamas en Fatah in de Gazastrook plaatsvond en waarbij laatstgenoemde het onderspit dolf, benoemde president Mahmoud Abbas (zelf lid van Fatah) op 15 juni 2007 Fayyad tot premier van de Palestijnse Autoriteit. Hij werd daarmee de opvolger van premier Ismail Haniya van Hamas. Deze erkende dat besluit in eerste instantie echter niet.
Op 7 maart 2009 trad de door Fayyad geleide regering terug, om de weg vrij te maken voor een regering van nationale eenheid met Fatah en Hamas. Nadat vijf ronden van door Egypte geleide onderhandelingen mislukten, werd Fayyad op 19 mei 2009 opnieuw door president Abbas tot premier benoemd.

## Politiek

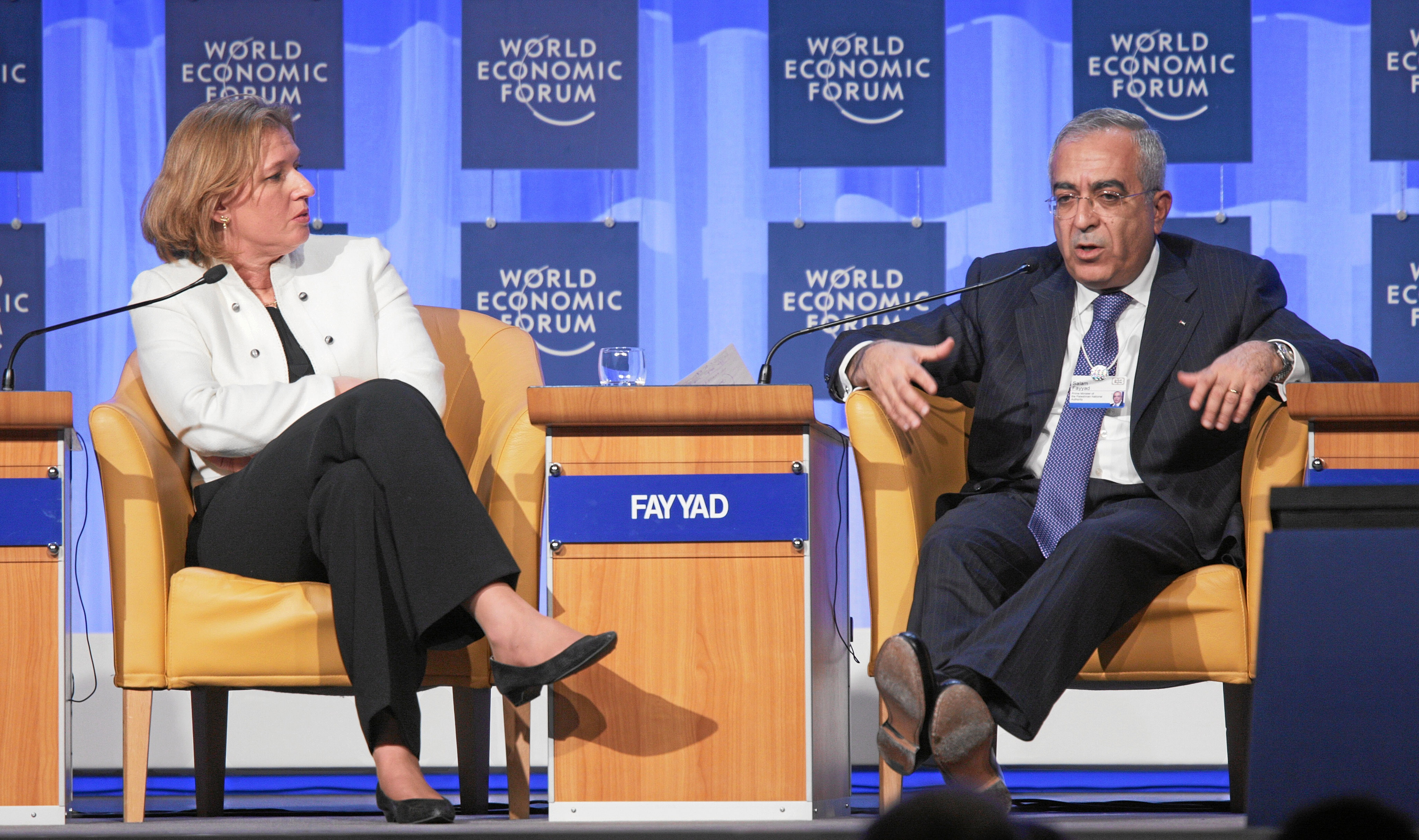
Salam Fayyad in gesprek met de Israëlische vicepremier Tzipi Livni tijdens het World Economic Forum (2008)

Sinds zijn aantreden heeft Fayyad hard gewerkt aan het opzetten van een Palestijnse staat. In samenwerking met onder andere de Verenigde Naties heeft de regering van Fayyad de afgelopen jaren hard gewerkt om deze staat op te bouwen. Fayyad wordt gezien als de drijvende kracht. Fayyad streeft hierbij naar een staat waar onder andere co-existentie en non-discriminatie belangrijke waarden zijn en die in vrede met Israël wil bestaan.
In september 2011 vroeg de Palestijnse Autoriteit de Verenigde Naties de onafhankelijkheid van Palestina te erkennen.
Inspringend op de grote rol van sociale media bij de Arabische volksopstanden in 2011, riep premier Fayyad de hulp van het publiek in bij het formeren van zijn nieuwe ministersploeg. Niet via krant, tv of radio, maar via Facebook en Twitter.
In april 2013 bood Fayyad zijn ontslag aan aan president Abbas. Abbas verleende hem ontslag maar vroeg hem aan te blijven tot een nieuwe regering was gevormd Op 2 juni werd Rami Hamdallah tot zijn opvolger benoemd.

## Privé
Salam Fayyad is getrouwd en heeft drie kinderen.
- Gemeinsame Normdatei: 170189309
- International Standard Name Identifier: 0000 0003 5672 7447
- Library of Congress Control Number: nr00013036
- Mathematics Genealogy Project: 196874
- Nationale Bibliotheek van Israël: 987007491726005171
- Virtual International Authority File: 191545470